# 富士川駅

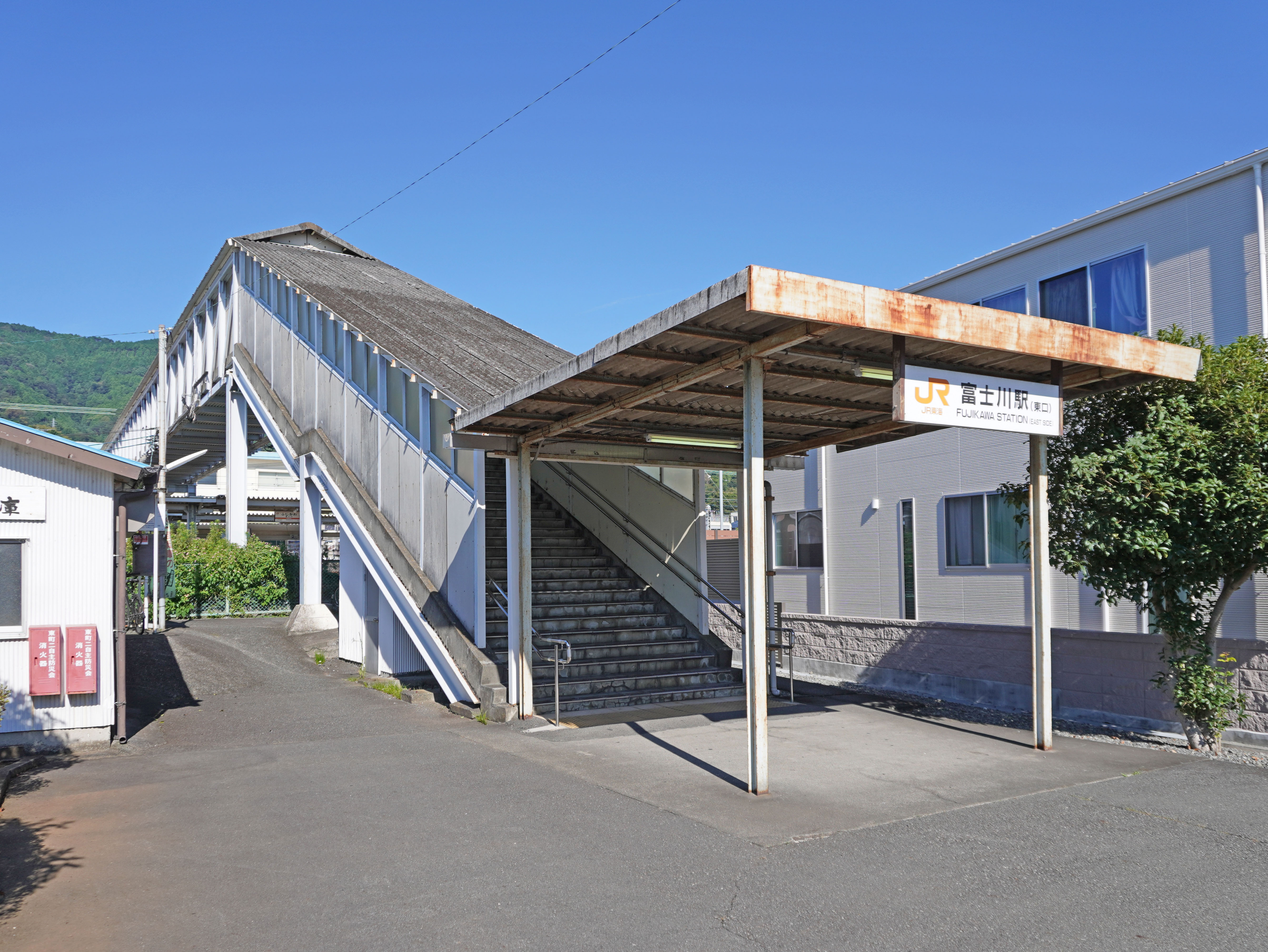
東口（2022年9月）

富士川駅（ふじかわえき）は、静岡県富士市中之郷にある、東海旅客鉄道（JR東海）東海道本線の駅である。駅番号はCA09。
運行形態の詳細は「東海道線 (静岡地区)」を参照。

## 歴史
現在の東海道本線にあたる官設鉄道線の建設が決定した際、駅に関しては当初宿場町単位でおく予定であったため、吉原宿の隣は蒲原宿のあったところに置く事になっていた。その間にある岩淵村（現富士市）は身延山久遠寺への身延道が東海道から分岐する間の宿であり、正式な宿場ではなかったために駅設置の予定されていなかった。しかし岩淵村では地元の有力者が発起し、隣村であり官設鉄道線が通っていた中之郷村へ「岩淵駅」を設置するよう直接陳情を行い、最終的に土地提供を行うことを条件にして、蒲原宿に代わってこの地に駅が設けられることになったのである。これには村内でも賛否両論があり、駅設置賛成派の暗殺も企てられたといわれる。結果として蒲原宿のあった場所には駅が設けられず、蒲原町ではその後に駅設置の請願を行って1890年5月16日に蒲原駅が設けられたが、由比宿と蒲原宿の双方の利便を図ってその間である堰沢村に設けられたため、宿場町からは離れていた。かつて蒲原宿のあったところの近くに駅が設けられたのは、1968年10月1日に新蒲原駅が置かれた時であった。
1900年に制作された『鉄道唱歌』第1集東海道編では、この辺りを富士川における源平合戦と身延からの海運を題材にして、以下の様に歌った。
18.鳥の羽音におどろきし　平家のはなしは昔にて　今は汽車ゆく富士川を　下るは身延の帰り舟

### 年表
- 1889年（明治22年）2月1日：官設鉄道岩淵駅（いわぶちえき）として、国府津駅 - 静岡駅間の開通と同時に開業[1]。一般駅[1]。
- 1895年（明治28年）4月1日：線路名称制定。東海道線（1909年に東海道本線に改称）の所属となる。
- 1970年（昭和45年）6月1日：駅所在地の庵原郡富士川町（当時）に合わせ富士川駅に改称。駅舎を改築[3]。
- 1972年（昭和47年）3月15日：専用線発着を除く貨物の取扱を廃止[1]。
- 1984年（昭和59年）2月1日：荷物の取扱を廃止[1]。
- 1985年（昭和60年）3月10日：貨物の取扱を全廃[1]。
- 1987年（昭和62年）4月1日：国鉄分割民営化により、東海旅客鉄道（JR東海）が継承[1]。
- 2008年（平成20年）3月1日：ICカード「TOICA」の利用が可能となる。
- 2025年（令和7年）6月1日：お客様サポートサービスを導入し、無人化[注 1][2][4]。

### 日本軽金属蒲原工場専用鉄道
日本軽金属が蒲原工場（1940年操業）への製品の搬出及び工員の輸送を目的として1942年2月27日に岩渕駅-日本軽金属蒲原工場間（2.295m）の専用鉄道免許を得たものである。2月30日に工事に着手し、資材入手難のため完成がおくれたが1943年4月に竣工監査をおえることができた。機関車は国鉄5形を1940年6月小島栄次郎工業所より購入し1941年3月より専用側線で使用していたもの、もう一両は1941年12月本江製作所（立山重工業）製を入手し専用側線で使用していたものを使用することとした。工員輸送用の車両は元白棚鉄道ガ1・2ガソリンカーを国鉄より払下げをうけ客車（ホハ103・104）に改造（定員40人を60人へ変更）し、さらに有蓋貨車3両（元成田鉄道ワ1-1・1-2・1-3）の払下げをうけ客車（ホハ105-107定員40人座席ナシ）として使用した。
その後ディーゼル機関車に置き換えられた。DD102（1954年三菱製、1966年西濃鉄道に売却）、DD103（1961年三菱製）、DF105（1965年三菱製）1984年3月31日廃止

## 駅構造
単式ホーム1面1線と島式ホーム1面2線、合計2面3線のホームを持つ地上駅。1・3番線が本線、2番線が副本線となっており、3番線の外側（東側）にもホームのない副本線が1線ある。富士駅止まりの一部の列車を富士川駅に回送して沼津方面に折り返す運用がある。これらの他、保線車両留置用の側線もある。なお、2024年3月ダイヤ改正の時点では、2番線に発着する定期の旅客列車の設定はない。一部の回送列車や貨物列車が入線するのみとなっている。構内の東西を結ぶ橋上駅舎を備える。
お客様サポートサービスを導入している無人駅である。無人化される前は、駅長・駅員配置駅（直営駅）であった。また、管理駅として、新蒲原駅・蒲原駅・由比駅の3駅を管理していた。なお、駅舎内には自動券売機が設置されている。

### のりば
| 番線 | 路線           | 方向           | 行先           |
| ---- | -------------- | -------------- | -------------- |
| 1    | CA 東海道本線  | 上り           | 沼津・熱海方面 |
| 2    | （臨時ホーム） | （臨時ホーム） | （臨時ホーム） |
| 3    | CA 東海道本線  | 下り           | 静岡・浜松方面 |

（出典：JR東海:駅構内図）
かつては駅周辺にある王子特殊紙東海工場岩渕製造所やノダ富士川工場、本線に沿い駅南にある日本軽金属蒲原製造所へ続く専用線があった。

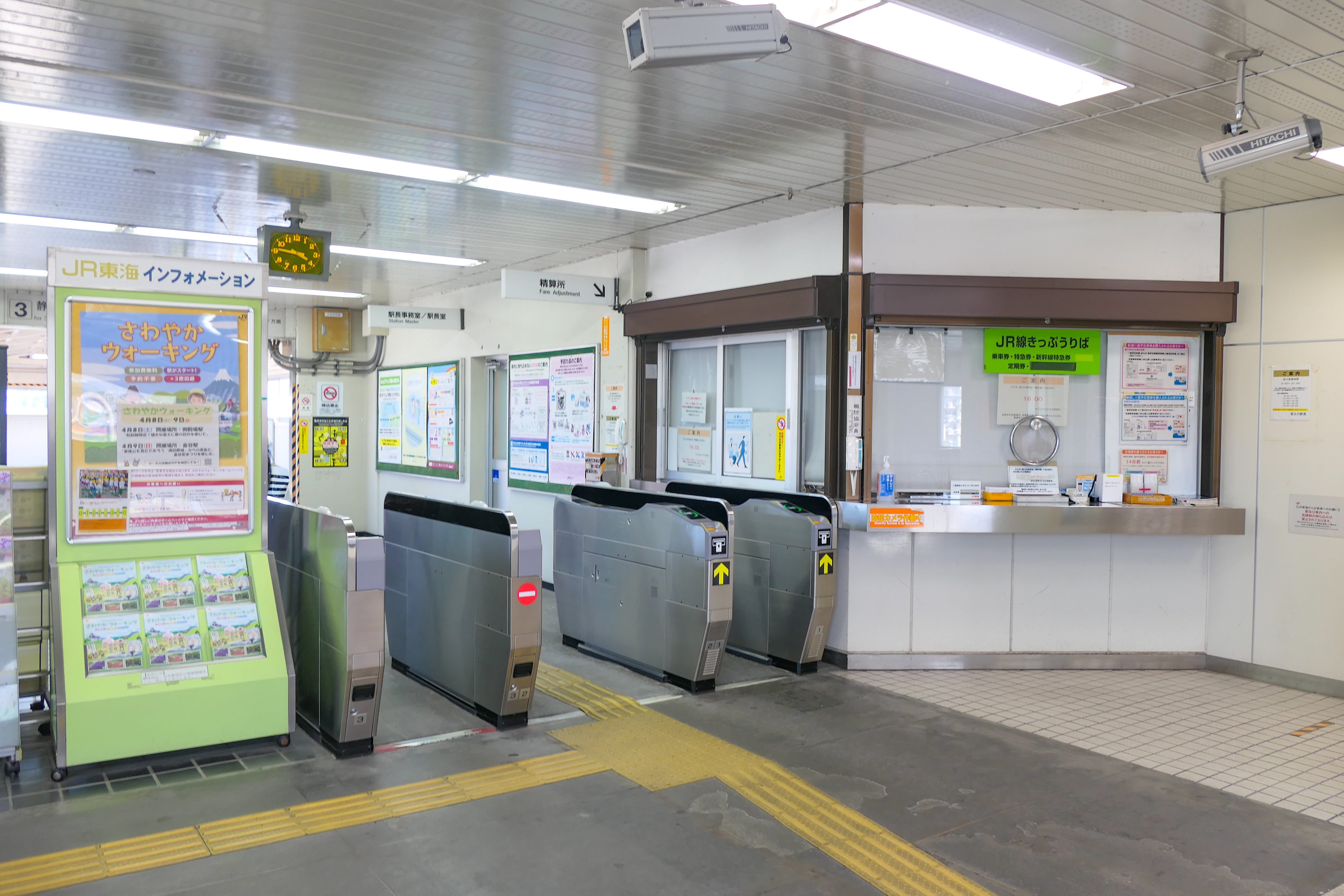
改札口（2023年4月）
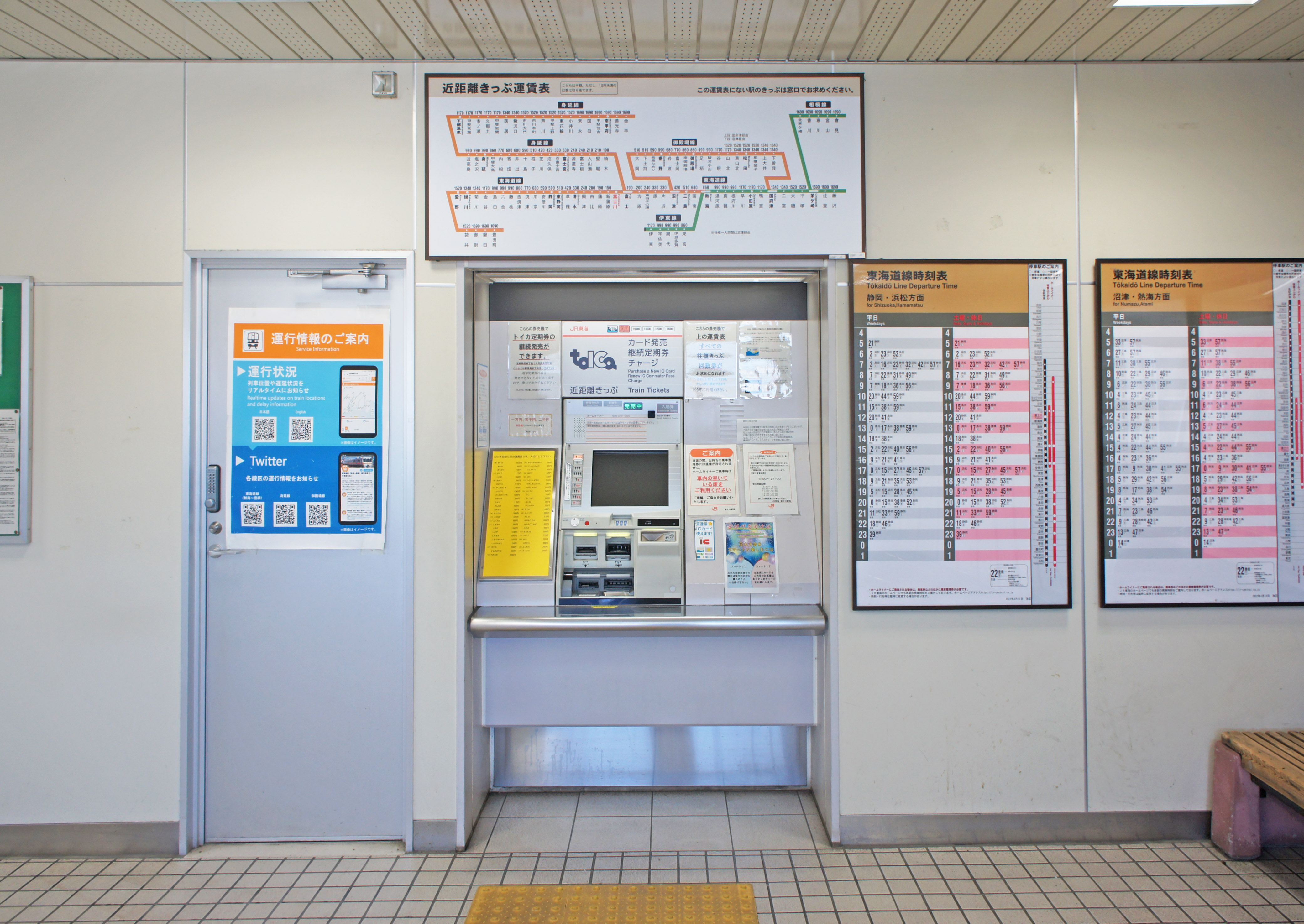
自動券売機（2022年7月）
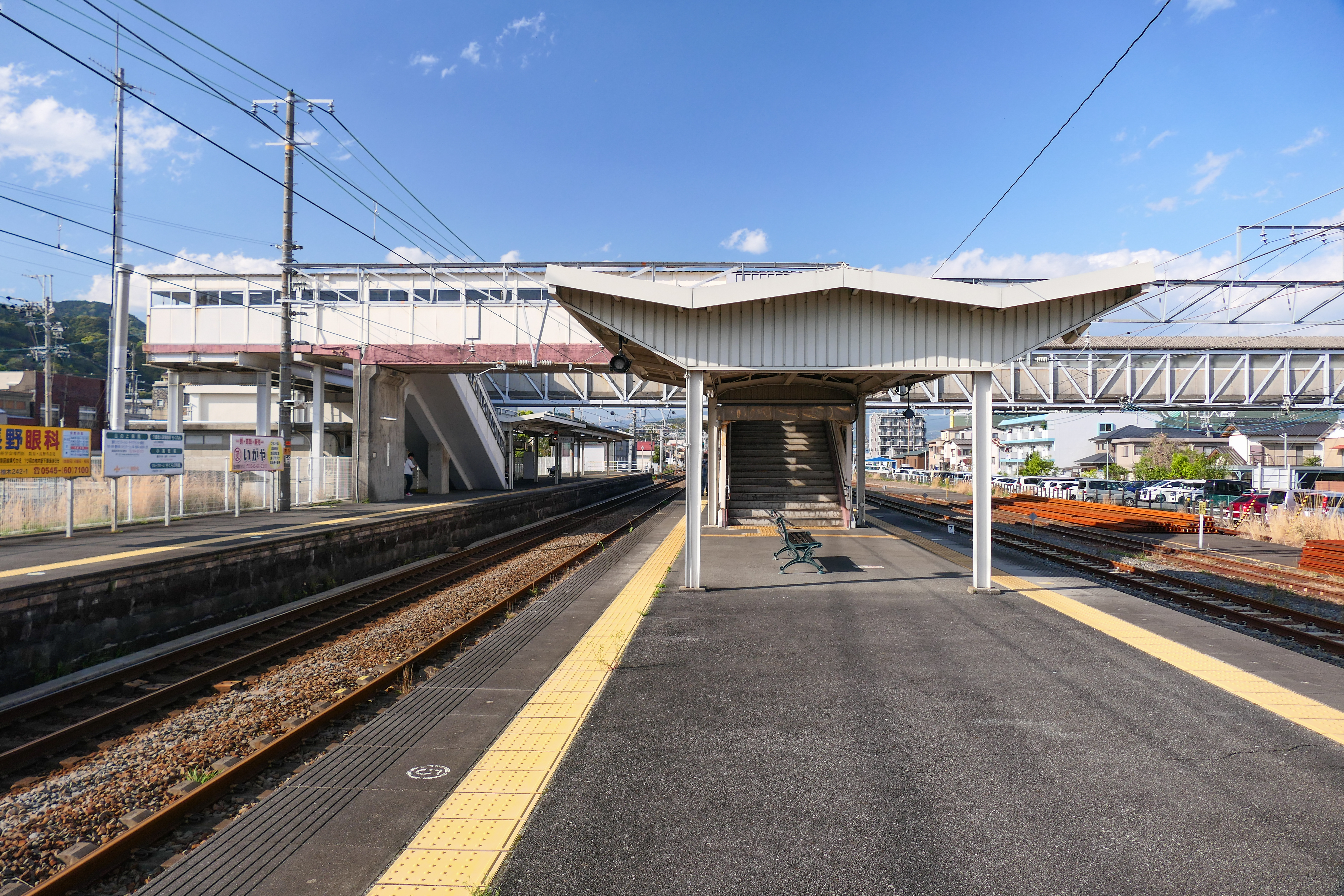
ホーム（2023年4月）
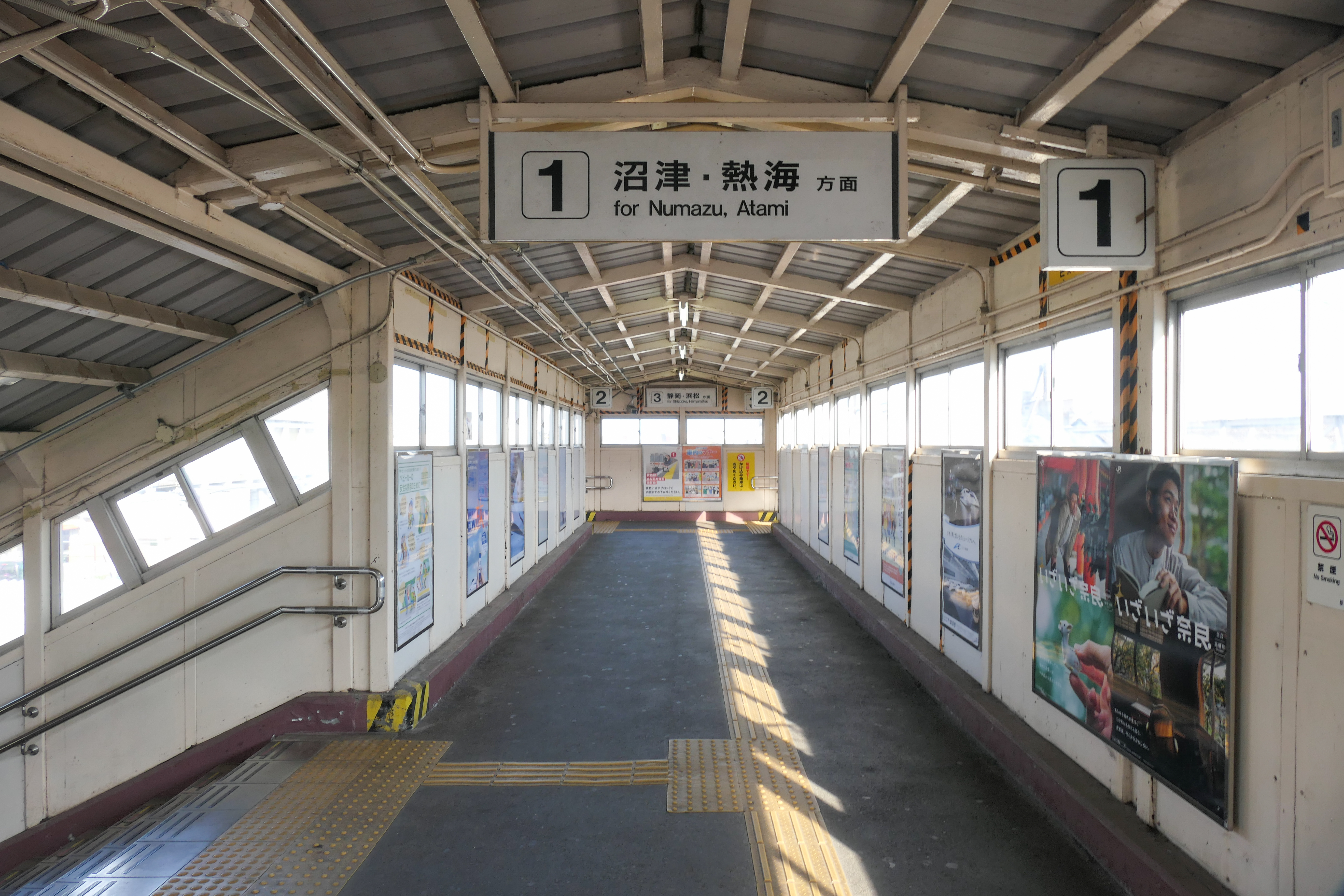
跨線橋（2023年4月）

## 利用状況
JR東海の移動等円滑化取組報告書によると、2023年度（令和5年度）の1日平均乗降人員は2,479人である。
1993年度（平成5年度）以降の推移は以下のとおりである。
| 乗車人員推移       | 乗車人員推移     | 乗車人員推移 |
| 年度               | 1日平均 乗車人員 | 出典         |
| ------------------ | ---------------- | ------------ |
| 1993年（平成05年） | 2,382            | [ # 1 ]      |
| 1994年（平成06年） | 2,194            | [ # 2 ]      |
| 1995年（平成07年） | 2,177            | [ # 3 ]      |
| 1996年（平成08年） | 2,189            | [ # 4 ]      |
| 1997年（平成09年） | 2,107            | [ # 5 ]      |
| 1998年（平成10年） | 2,021            | [ # 6 ]      |
| 1999年（平成11年） | 1,957            | [ # 7 ]      |
| 2000年（平成12年） | 1,887            | [ # 8 ]      |
| 2001年（平成13年） | 1,854            | [ # 9 ]      |
| 2002年（平成14年） | 1,767            | [ # 10 ]     |
| 2003年（平成15年） | 1,752            | [ # 11 ]     |
| 2004年（平成16年） | 1,743            | [ # 12 ]     |
| 2005年（平成17年） | 1,745            | [ # 13 ]     |
| 2006年（平成18年） | 1,765            | [ # 14 ]     |
| 2007年（平成19年） | 1,748            | [ # 15 ]     |
| 2008年（平成20年） | 1,725            | [ # 16 ]     |
| 2009年（平成21年） | 1,629            | [ # 17 ]     |
| 2010年（平成22年） | 1,601            | [ # 18 ]     |
| 2011年（平成23年） | 1,566            | [ # 19 ]     |
| 2012年（平成24年） | 1,538            | [ # 20 ]     |
| 2013年（平成25年） | 1,548            | [ # 21 ]     |
| 2014年（平成26年） | 1,467            | [ # 22 ]     |
| 2015年（平成27年） | 1,479            | [ # 23 ]     |
| 2016年（平成28年） | 1,494            | [ # 24 ]     |
| 2017年（平成29年） | 1,484            | [ # 25 ]     |
| 2018年（平成30年） | 1,498            | [ # 26 ]     |
| 2019年（令和元年） | 1,480            | [ # 27 ]     |
| 2020年（令和02年） | 1,115            | [ # 28 ]     |
| 2021年（令和03年） | 1,120            | [ # 28 ]     |

## 駅周辺
- 富士市役所富士川まちづくりセンター
- 富士川郵便局
- 王子特殊紙東海工場岩渕製造所
- ノダ富士川工場
- 白石工業不二工場・富士川工場

## バス路線
「富士川駅」停留所にて、山梨交通（静岡営業所）が運行する路線バスが発着する。
- 蒲原中学校
- 大北
- 富士宮駅

過去には富士急静岡バスの富士駅および蒲原病院・由比駅・興津駅方面を結ぶ路線があったが、路線短縮を経て、2021年4月2日に廃止された。

## 隣の駅
東海旅客鉄道（JR東海）
CA 東海道本線
■快速（臨時列車扱い、下りのみ運転）
通過
■普通
富士駅 (CA08) - 富士川駅 (CA09) - 新蒲原駅 (CA10)

### 記事本文